# Distretto di Heshan
Il distretto di Heshan (鹤山区S, Hèshān QūP) è un distretto della Cina, situato nella provincia di Henan e amministrato dalla prefettura di Hebi.